# خورشیدگرفتگی ۲۱ اوت ۲۰۳۶
خورشیدگرفتگی ۲۱ اوت ۲۰۳۶ (به انگلیسی: Solar eclipse of August 21, 2036) یک خورشیدگرفتگی از نوع خورشیدگرفتگی جزئی است. این خورشیدگرفتگی در تاریخ ۲۱ اوت ۲۰۳۶ میلادی (‎۳۱ مرداد ۱۴۱۵ خورشیدی) روی خواهد داد که زمان اوج آن، ساعت ۱۷:۲۵:۴۵ به‌وقت ساعت هماهنگ جهانی است.